# Гулистан (торговый центр)

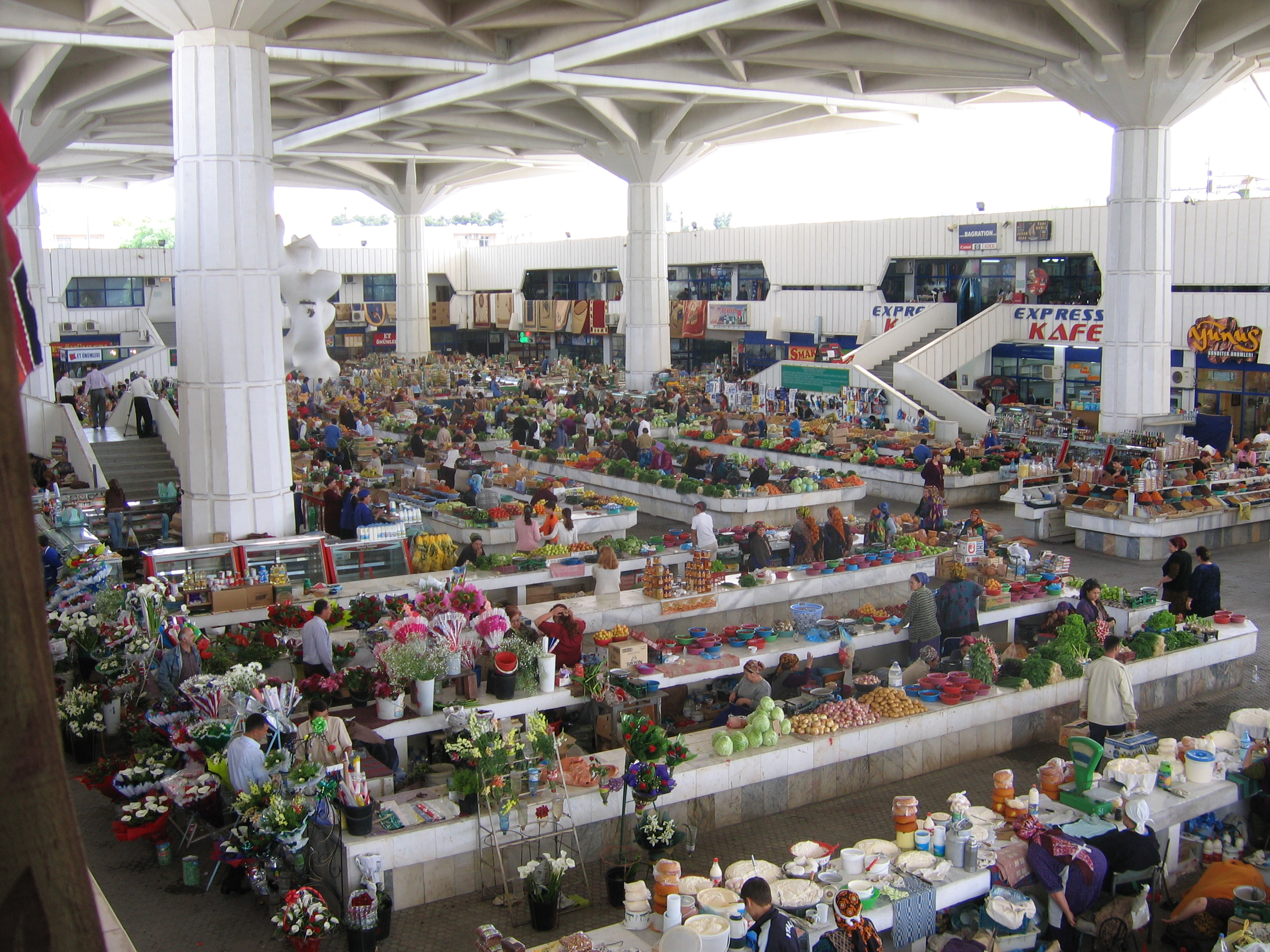
Торговые ряды базара

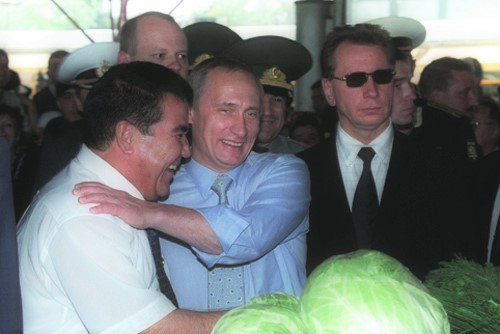
Владимир Путин на базаре с президентом Туркменистана Сапармуратом Ниязовым

Государственный торговый центр «Гулистан» (туркм. «Gülistan» söwda merkezi) — центральный городской базар Ашхабада, один из самых крупных в столице. Расположен в центре города. Несмотря на появление в Ашхабаде новых магазинов и торговых центров, базар продолжает пользоваться популярностью среди жителей города и туристов. Его регулярно посещают иностранные делегации. Ассортимент товаров чрезвычайно велик. Внутри располагаются закусочные. Ранее базар был неофициально известен как «Русский базар», поскольку в отличие от Текинского базара, где в основном торговали местные, на этом рынке вели свою деятельность представители других народов: русские, азербайджанцы, армяне и другие.
Базар находится в ведении Министерства торговли и внешнеэкономических связей Туркменистана.

## История
Проект архитектора Владимира Высотина разработан в 1965—1969 годах. Скульптор — Клыч Ярмамедов. Базар построен в 1972—1982 годах и носил официальное название «Рынок № 4». В 1984 году за постройку базара архитекторам и строителям дали премию Совета Министров СССР.
Современное название «Гулистан» базар получил 5 ноября 1996 года.
В 2001 году турецкой компанией «Экол» проведена реконструкция: обновлены торговые точки, магазины и продуктовые ларьки. Комплекс покрыт белым мрамором.
В 2007 году на вещевом отделе базара произошёл пожар.